# Augy (Aisne)
Augy település Franciaországban, Aisne megyében. Lakosainak száma 68 fő (2022. január 1.). Augy Braine, Cerseuil, Couvrelles és Vasseny községekkel határos.

## Népesség
A település népességének változása:
| Lakosok száma | 77   | 67   | 62   | 71   | 88   | 88   | 82   | 72   | 70   | 68   |
|               | 1968 | 1982 | 1990 | 2006 | 2013 | 2015 | 2017 | 2019 | 2020 | 2022 |